# Flatnefsstaðafell
Flatnefsstaðafell är ett berg på Island. Det ligger i regionen Norðurland vestra, 180 km norr om huvudstaden Reykjavík. Toppen på Flatnefsstaðafell är 326 meter över havet, eller 56 meter över den omgivande terrängen. Bredden vid basen är 1,6 km.
Trakten runt Flatnefsstaðafell är nära nog obefolkad, med mindre än två invånare per kvadratkilometer. Närmaste större samhälle är Blönduós, omkring 19 kilometer öster om Flatnefsstaðafell. Trakten runt Flatnefsstaðafell består i huvudsak av gräsmarker.